# ドロシー・シェパード＝バロン
ドロシー・シェパード＝バロン（Dorothy Shepherd-Barron, 1897年11月24日 - 1953年2月20日）は、イングランド・ノーフォーク州バイトン出身の女子テニス選手。1920年代から1930年代前半にかけて、ダブルスを中心に活躍し、1931年のウィンブルドン選手権女子ダブルスでフィリス・マドフォードとペアを組んで優勝した。ウィンブルドン選手権では、他に3度の混合ダブルス準優勝がある。彼女は国際舞台でも好成績を残し、全米選手権で1929年に女子ダブルス準優勝、全仏選手権で1931年に混合ダブルス準優勝を記録した。旧姓ドロシー・カンリフ・シェパード（Dorothy Cunliffe Shepherd）といったが、1921年にW・P・バロンと結婚した。

## 来歴
ウィンブルドン選手権における彼女の最初の活躍は、1921年の女子シングルス・ベスト8であった。当時はまだ「ドロシー・シェパード」の名前で文献に記載されており、結婚の直前と考えられる。その後、彼女の名前は女子シングルスのベスト8以上には残っていない。1923年、シェパード＝バロンは混合ダブルスでインド人選手のルイス・ディーンとペアを組んだ。最初のパートナーであったディーンは、当時41歳の年齢で、インドのテニス選手として史上初の4大大会決勝戦に勝ち進んだ人である。ディーンとシェパード＝バロンは、初進出の決勝でランドルフ・ライセット＆エリザベス・ライアン組に 4-6, 5-7 のストレートで敗れた。翌1924年、シェパード＝バロンは同じイギリスのレスリー・ゴッドフリー（1885年 - 1971年）とペアを組み、2年連続2度目の混合ダブルス決勝戦に進出した。ここでも彼女はジョン・ギルバート＆キティ・マッケイン組に 3-6, 6-3, 3-6 で敗れ、2年連続の混合ダブルス準優勝で止まった。（この時ネットをはさんで対戦していたレスリー・ゴッドフリー（シェパード・バロンのパートナー）とキティ・マッケインが、後に夫婦となった。）この後、シェパード＝バロンは1924年パリ五輪の女子ダブルスで、イブリン・コリヤーと組んで銅メダルを獲得した。
それから5年後の1929年、シェパード＝バロンはフィリス・コベルとペアを組み、ウィンブルドン選手権と全米選手権の2大会連続で女子ダブルス準優勝者になった。全米選手権の女子シングルスでは、シェパード＝バロンは2回戦でサラ・ポールフリーに敗退した。2年後の1931年、彼女は全仏選手権に遠征し、ヘンリー・オースチンとのコンビで混合ダブルス決勝に進んだが、ここでもパトリック・スペンスとベティ・ナットール組（スペンスは南アフリカの選手）に敗れた。ようやく1931年の女子ダブルスで、彼女はウィンブルドン選手権の栄冠を獲得する。当時26歳のフィリス・マドフォードとペアを組んだシェパード＝バロンは、2年ぶり2度目の女子ダブルス決勝でドリス・メタクサ（フランス）＆ヨサンヌ・シガール（ベルギー）組を 3-6, 6-3, 6-4 の逆転で破り、初優勝を達成した。シェパード＝バロンにとっては、5度の決勝戦の壁（ウィンブルドン混合ダブルス2度 → 同選手権女子ダブルス1度 → 全米選手権女子ダブルス1度 → 全仏選手権混合ダブルス1度）を乗り越えて獲得した悲願のタイトルであった。
シェパード＝バロンは1934年のウィンブルドン混合ダブルス準優勝により、日本においても有名な選手である。彼女はヘンリー・オースチンとペアを組んだが、10年ぶり3度目の決勝で三木龍喜とドロシー・ラウンドの組に 6-3, 4-6, 0-6 の逆転で敗れ、三木は日本人テニス選手として最初のウィンブルドン優勝者になった。シェパード＝バロンは3度の混合ダブルス決勝で、いずれも準優勝に終わり、結局彼女のウィンブルドン・タイトルは1931年の女子ダブルス優勝のみであった。三木の組と最後の混合ダブルス決勝を戦ってから19年後、彼女は1953年2月20日にイングランド・メルボーン（ケンブリッジ近郊の町）にて55歳で死去した。

## 主な成績
- ウィンブルドン選手権　女子ダブルス：1勝（1931年）　［女子ダブルス準優勝1度：1929年／混合ダブルス準優勝3度：1923年・1924年・1934年］
- 全仏選手権　混合ダブルス準優勝1度：1931年
- 全米選手権　女子ダブルス準優勝1度：1929年
- オリンピック　1924年パリ五輪・女子ダブルス銅メダル